# Lisa Hannigan
Lisa Hannigan   (illa d'Irlanda, 12 de febrer de 1981) és una cantant irlandesa. Va iniciar-se cantant amb Damien Rice i posteriorment ha fet carrera en solitari.

## Biografia
Hannigan va néixer a Dunshaughlin, Irlanda, el 12 de febrer del 1981. Va estudiar secundària a The King's Hospital, a Palmerstown, i va estudiar història de l'art al Trinity College Dublin, on va conèixer Damien Rice, que buscava un cantant, i es van acabar convertint en parella sentimental. Va deixar la banda i la relació en 2007 per desavinences amb Rice i va iniciar la seva carrera en solitari. Després d'estancar-se després del segon àlbum, va rebre la col·laboració de Aaron Dessner per al seu tercer disc.

## Discografia
- Sea Sew (Hoop, 2008)
- Passenger (Hoop, 2011)
- At Swim (Hoop, 2016)